# 277

277(이백칠십칠)은 276보다 크고 278보다 작은 자연수다.

## 수학
- 59번째 소수(素數)다. 앞의 소수는 271, 다음 소수는 281이다.
  - 17번째 슈퍼 소수로, 277의 소수 순번인 59도 소수다. 앞의 슈퍼 소수는 241, 다음은 283이다.
- {\displaystyle 277=66+91+120}
  - 연속하는 세 육각수의 합으로 나타낼 수 있는 수다. 이 성질을 지닌 앞의 수는 202, 다음 수는 364다.
- {\displaystyle 277=9^{2}+14^{2}}
  - 서로 다른 두 자연수의 제곱합으로 나타낼 수 있는 수다.
- 피타고라스 삼조의 빗변의 길이이다. ({\displaystyle 115^{2}+252^{2}=277^{2}})[a]
- {\displaystyle 60^{4}-1}은 277로 나누어떨어진다.

## 과학
- NGC 277(영어판): 고래자리 방향에 있는 렌즈형은하.

## 교통
- 일본 277번 국도(일본어판): 홋카이도 히야마군 에사시정에서 후타미군 야쿠모정까지 이어지는 일본의 국도.
- 현도 제277호선

## 문화유산
- 대한민국의 국보 제277호: 초조본 대방광불화엄경 주본 권36
- 대한민국의 보물 제277호: 부안 내소사 동종
- 대한민국의 사적 제277호: 서울 연세대학교 아펜젤러관

## 방송
- B tv의 일본 공영 방송인 NHK WORLD JAPAN 채널 번호.
- U+ TV의 STB 상생방송 채널 번호.

## 기타
- 연도: 277년, 기원전 277년